# 陳逅
陳逅（1493年—1557年），字良會，號省斋、魯山，直隸蘇州府常熟縣（今江蘇省常熟市）人，明朝政治人物。

## 生平
正德十一年（1516年）丙子科應天府鄉試第一百三十三名舉人。正德十二年（1517年）聯捷丁丑科會試二百一名，廷试三甲一百六十名進士。礼部观政，授惠安县知县，调任福清縣知縣，嘉靖二年（1523年）五月擢浙江道監察御史。
嘉靖三年（1524年），因論救朱淛、馬明衡兩人，貶為合浦縣主簿，在任五年，嘉靖十年（1531年）遷新喻县知县，任三年，升大名府同知，嘉靖十三年（1534年）升福建按察司僉事。嘉靖十七年（1539年）八月，任河南按察司副使。嘉靖帝南巡去承天府時，因供具不辦連坐，逮捕入詔獄，貶為民。

## 家族
曾祖陳謨；祖父陳德容，監生；父陳播，字中定，號舜田，學者稱静成先生，弘治八年舉人，官慈溪教諭。母范氏。慈侍下。兄陳遇。孫陳國華，萬曆甲戌進士。